# 아시아나세이버
아시아나세이버(Asiana Sabre)는 항공예약 및 발권시스템과 호텔, 렌터카 예약 등 여행사의 전자업무를 처리하는 프로그램을 운영하는 대한민국의 기업이다. 대한민국 최초로 인터넷 실시간 항공예약시스템을 제공하였다.